# Грудев, Васил
Васил Георгиев Грудев (болг. Васил Георгиев Грудев, род. 5 мая 1980 года, Пловдив) — болгарский государственный и политический деятель. Министр сельского хозяйства и продовольствия Болгарии при служебном правительстве Георги Близнашки с 6 августа по 7 ноября 2014 года. Заместитель министра сельского хозяйства и продовольствия Болгарии при втором правительстве Бойко Борисова.

## Биография
Васил Грудев родился 5 мая 1980 года в Пловдиве.

### Образование
Выпускник Французской языковой гимназии в Пловдиве. Имеет степень магистра юридического факультета Университета Франш-Конте.
Владеет английским и французским языками.

### Трудовая деятельность
С апреля 2006 года по декабрь 2008 года работал в Государственном фонде «Сельское хозяйство» специалистом отдела «Прямые платежи за территорию». С 2009 по 2011 год возглавлял отдел технической инспекции. Следующие два года он занимал должность заместителя исполнительного директора фонда. В сентябре 2013 года он стал исполнительным директором и занимал эту должность до ноября того же года.
В 2019 году второй раз стал исполнительным директором Государственного фонда «Сельское хозяйство».

### Политическая карьера
После отставки премьер-министра Пламена Орешарски 23 июля 2014 года, 6 августа 2014 года было назначено служебное правительство, предложенное президентом Росеном Плевнелиевым, куда вошел Васил Грудев на должность Министра сельского хозяйства и продовольствия Болгарии.
7 ноября 2014 года парламент утвердил нового премьер-министра Бойко Борисова. Было сформировано новое правительство, где Васил Грудев занял пост заместителя министра сельского хозяйства и продовольствия Болгарии.

## Семья
Женат, имеет одного ребенка.